# Johann Karall
Johann Karall (Großwarasdorf, 28 febbraio 1934 – 15 dicembre 2008) è stato un politico, cestista e allenatore di pallacanestro austriaco.

## Carriera
Con l'Austria ha disputato due edizioni dei Campionati europei (1955, 1957).